# Coelorinchus oliverianus
Coelorinchus oliverianus es una especie de pez de la familia Macrouridae en el orden de los Gadiformes.

## Morfología
• Los machos pueden llegar alcanzar los 35 cm de longitud total.

## Depredadores
Es depredado por Micromesistius australis y Genypterus blacodes 

## Hábitat
Es un pez de aguas profundas que vive entre 85-1.245 m de profundidad aunque, normalmente, lo hace entre 400 a 600 m.

## Distribución geográfica
Es un endemismo de Nueva Zelanda.